# ウッドローン駅 (IRTジェローム・アベニュー線)
ウッドローン駅（Woodlawn）はニューヨーク市地下鉄IRTジェローム・アベニュー線の北側終端駅である。名前とは裏腹に、ブロンクス区ノーウッドのベインブリッジ・アベニュー - ジェローム・アベニュー交差点にある。終日4系統が停車する。
ウッドローン駅は1917年に建設され、翌年開業した。設計はアーツ・アンド・クラフツ運動の影響を受けたニューヨーク市地下鉄の主任建築技師スクワイア・J・ヴィッカースが担当した。ウッドローン駅の開業により、ウッドローン墓地周辺で始まっていた開発がさらに進むことになった。2005年の改修工事の後、装飾的なコンクリートの用法が評価されてアメリカ合衆国国家歴史登録財に登録された。この際に "Children at Play " と題したジョシー・ゴンザレス・オルブライト制作のステンドグラスのパブリックアートが展示された。

## 歴史
ハーレム鉄道が最初にマンハッタンと現在のウッドローン地区を結ぶ路線を開通させたのは1840年代のことであった。この路線は現在もメトロノース鉄道ハーレム線として現役であり、途中にはウッドローン駅も存在する。当時、ウッドローン周辺はブロンクス西部の大部分と同じように開発が進んでおらず農村地帯が広がっていた。1865年にウッドローン墓地が開設されるまで宅地開発も手つかずだった。ウッドローン墓地は開設当時は農村部の墓地だったが、次第に埋葬地としてよりも散歩やピクニックに手頃な公園として人気の場所になっていった。そして、墓地周辺のネイバーフッドは1890年代までには労働者階級のアイルランド系移民やイタリア系移民が多く住むようになった。住民達は地下鉄建設を繰り返し陳情するようになり、インターボロー・ラピッド・トランジット社（IRT）がデュアル・コントラクトのもとで路線を延長することになった。IRTはジェローム・アベニュー線、ペラム線とホワイト・プレーンズ・ロード線を建設したが、これによりブロンクス区内の至る所で通勤にも便利な場所として宅地開発が始まった。
駅の設計は地下鉄の主任建築技師であったヴィッカースが1917年に手がけた。ヴィッカースは、地下鉄の地上部が目抜き通りと交差する場所やパークウェイのような風光明媚な場所の近くを通る場合には、装飾的なコンクリートで表面を覆うべきだという信念を持っていた。これにより、駅は周辺地域でも目立つ建物となり、通りの両側の商店街と路線を繋ぐ役割を果たした。また、内装にはヴィッカースが手がけた地下鉄駅（地上・地下問わず）を特徴付ける陶製タイルの装飾が施されている。
駅は1918年4月15日に開業し、駅名はベインブリッジ・アベニューの旧名であるウッドローン・ロードにちなんで「ウッドローン駅」と名付けられたが、駅のすぐ北側に正門があるウッドローン墓地にちなむとされることも多い,。ウッドローン・ロードは改名されてから年月が経っているが、今日でも道路標識などにその名が残っている。ウッドローンは駅が設置されたことで人口が増加した。また、ウッドローン墓地もその恩恵を受け、埋葬スペースの引き合いに応えるために営業所を設けるまでになった。ハーレムまで路線が繋がった縁で、デューク・エリントンやウィリアム・C・ハンディといった数々のハーレム・ルネサンスの大立者がウッドローン墓地に埋葬されている。
1991年に乗客のジョン・マクナレー（John McNalley）が亡くなった際には、ウッドローン駅がそれが防げたのではないかという捜査の舞台となった。マクナレーは50代の男性で、6駅南のバーンサイド・アベニュー駅を過ぎたところで不調を訴えた。しかし列車は走行を続け、交通警察はフォーダム・ロード駅で通報を受けた。コ・メディカルが到着した際には、マクナレーは既に心停止で亡くなってしまっていた。交通警察は通報を受けて列車を停めるよう要請したが、メトロポリタン・トランスポーテーション・オーソリティ（MTA）の運転指令所がそれを拒否したと批判した。MTAの労働組合委員長には、緊急時には警察の求めに応じて列車を停める命令を発する権限が与えられた。
2000年代中盤にはジェローム・アベニュー線の他の駅と同様に駅修繕工事が行われ、新聞スタンドが復元された。修繕工事が終わると、アメリカ合衆国国家歴史登録財に登録された。
オルブライトの作品は2段階に分けて展示された。オルブライトはニューヨーク出身で、ニューヨーク市立大学クイーンズ校を卒業後、市内のさまざまなパブリックアートに携わった。コミュニティの日々の出来事に焦点を当てた絵画や壁画を制作している。Children at Play は彼女が初めて手がけたステンドグラス作品で、彼女は制作プロセスを理解するためにフィラデルフィアのガラス工房で過ごした。彼女は制作に際して息子やその友達が遊んでいる様子を見てインスピレーションを受け、また駅の周辺の広い範囲を訪ね歩いて回った。

## 駅構造
| P ホーム階 | 相対式ホーム、使用されていない             | 相対式ホーム、使用されていない |
| P ホーム階 | 1番線                                      | ユーティカ・アベニュー駅行き（深夜:ニューロッツ・アベニュー駅行き）(モショル・パークウェイ駅) → （定期列車なし:バーンサイド・アベニュー駅) |
| P ホーム階 | 島式ホーム、到着番線に応じた側のドアが開く | |
| P ホーム階 | 2番線                                      | ユーティカ・アベニュー駅行き（深夜:ニューロッツ・アベニュー駅行き）(モショル・パークウェイ駅) → （定期列車なし:バーンサイド・アベニュー駅) |
| P ホーム階 | 相対式ホーム、使用されていない             | |
| M          | 改札階                                     | 改札、駅員詰所、メトロカード自動販売機 |
| G          | 地上階                                     | 出入口 |

ウッドローン駅はジェローム・アベニュー上の高架駅で、ベインブリッジ・アベニューがその北端でジェローム・アベニューに斜めに交わるところにある。 ウッドローン墓地はベインブリッジ・アベニューの東側にあり、墓地の正門とゲートハウスは駅の１ブロック北にある。ジェローム・アベニューの西側では最近大規模な建設プロジェクトがあったものの、広大なヴァン・コートラント・パークの森とゴルフコースが広がっている。ジェローム・アベニューの東側、213丁目にかけてのエリアには小規模な商業施設と駐車場が混在している。

### 外観

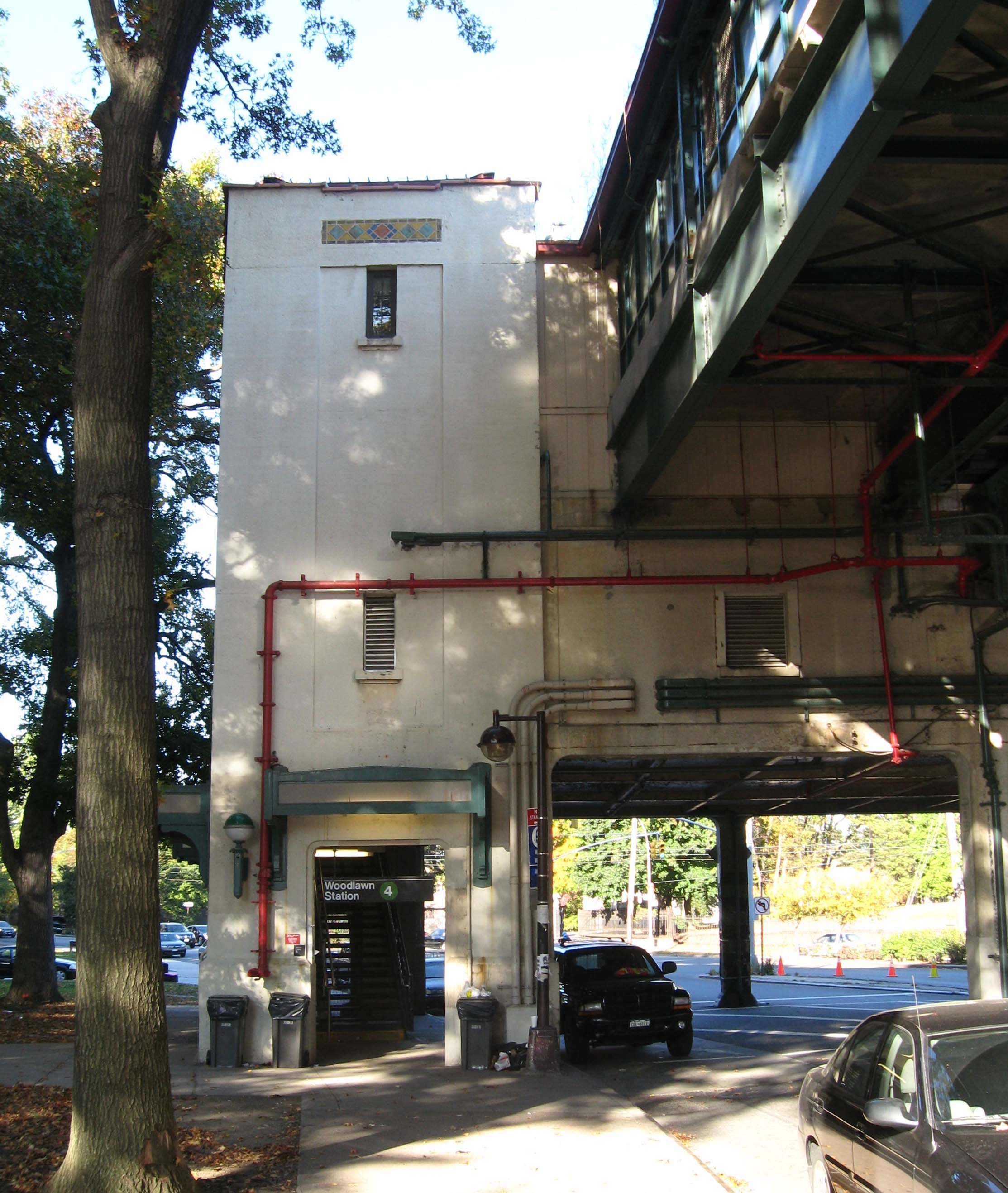
西側タワーを南から見る

ウッドローン駅は鋼製フレームの表面にコンクリートを装飾的に施工してあり、北端に大きな建屋がある。
ジェローム・アベニューの上にはメザニンを支持する3本の大きな鋼製アーチが架かっている。その上の線路は、通過する列車の振動がコンクリートに与えるストレスを軽減するために支持部材との交差部に4本の半インチほどのエキスパンションジョイントを取り付けたガーダーに支えられている。路床の防水のため、コールタールを塗った麻布がガーダーの上に敷かれている。
ホームのコンクリート表面は滑らかで、IRTの他駅の粗いびしゃん仕上げとは異なっている。波板の風避けが相対式ホームの全長に渡る合板の覆いの上に張られている。西側の一部は囲いが設けられて待合室になっている。トラス構造の支柱と鋼製フレームに薄い木板を張った切妻屋根が掛けられ、蛍光灯が取り付けられている。
ホーム南端は開放され、モダンな2灯式の街灯が設けられている。島式ホーム端の南側には開業当時のピラミッド型屋根の信号扱所がある。他のホームの南側にも波板が張られた信号扱所と駅員室がある。島式ホームの屋根北端そばには手旗信号手用の櫓が設けられている。
駅舎と駅北端には角に支柱を持つ立方体形のコンクリート製階段塔が設けられている。
西端にある左右対称の窓は開業当時からある9面両開き窓だが、東側のものは覆いが掛けられているか交換されてしまっている。
北面ファサードにあるものと同様、そばに幅広のシルが取り付けられた狭い窓が設けられている。
側面には愛国的なテーマの壁画が描かれ、緩やかに傾斜した溶接構造の切妻屋根には、3面のくぼんだパネルの上に色鮮やかなモザイクのフリーズが設けられている。
塔の間に2階建ての渡り廊下があり、その下がメザニンになっている。メザニンの表面はコンクリート仕上げで、正方形の壁柱で3区画に仕切られている。3室とも内開きの3連窓が設けられ、両側の2枚は二重窓になっている。また、西壁と中央区画の西側の窓下には交通信号が取り付けられている。
壁柱の上部にはタイルモザイクがあしらわれ、上端に向かって滑らかな金属板の帯が取り付けられている。
二階は合板の壁でホームと仕切られている。メザニンからはやや奥まった位置にあり、窓は階下からの続きになっている。

### 内装
駅入口は駅の屋根から一繋がりになった階段塔の基部にある。開口部には金属製の柱廊が設けられ、歩道の歩行者は素通りすることができる。
階段を上がった先のメザニンはクリーム色の煉瓦造になっている。5枚の窓に15面のステンドグラスが施されている。これはジョシー・ゴンザレス・オルブライトが制作した Children at Play という作品で、渦に向かって遊ぶ子供達を色彩豊かな背景に描いたものである。
メザニンには新聞スタンドとレストルーム、自動改札機とメトロカード販売機が設けられ、3本の階段で各ホームに下りることができる。また、階段塔の頂部には運転指令員詰所と乗員宿舎が設けられている。
ウッドローン駅は中央に島式ホーム1面、その両脇に使われていない相対式ホーム2面を持つ2線の駅であり、ホームの南端は213丁目の少し北側にあたる。線路はホーム北端の車止めで終わっている。以前は他のブロンクス区内のIRT線終端駅と同じようにスペイン方式を採用し、相対式ホームは降車専用、島式ホームは乗車専用と使い分けていた。現在は島式ホームで乗降とも扱っているが、地上から建ち上がっている島式ホームが古い様式の証にもなっている。